# Nusawangi
Nusawangi is een bestuurslaag in het regentschap Tasikmalaya van de provincie West-Java, Indonesië. Nusawangi telt 4172 inwoners (volkstelling 2010).